# József Várszegi
József Várszegi   (Győr, 7 de setembre de 1910 - Budapest, 12 de juny de 1977) va ser un atleta hongarès, especialista en el llançament de javelina, que va competir entre les dècades de 1930 i 1950.
Nacut a Győr, s'inicià en l'atletisme en els clubs locals Dunántúli AC i Győri AC. Durant la seva carrera esportiva va prendre part en tres edicions dels Jocs Olímpics d'Estiu. El 1936, a Berlín, fou vuitè en els llançament de javelina del programa d'atletisme. El 1948, a Londres, guanyà la medalla de bronze en la mateixa prova i el 1952, a Hèlsinki, fou vint-i-tresè novament en la prova del llançament de javelina.
En el seu palmarès també destaca una medalla de bronze en el llançament de javelina del Campionat d'Europa d'atletisme de 1938 i tres medalles d'or i una de plata als International University Games. Entre 1932 i 1952, a excepció del 1944, quan no es va disputar, va guanyar tots els campionats hongaresos de javelina. Va millorar el rècord hongarès en sis ocasions durant la seva carrera i fou el primer hongarès en superar els setanta metres. El seu rècord nacional de 72,78 cm no fou superat fins 17 anys després.
Un cop retirat exercí d'entrenador del Vasas SC i Budapest Honvéd SE.

## Millors marques
- Llançament de javelina. 72,78 cm (1938)[5]